# Parc periurbà de la Salut
El Parc periurbà de la Salut és un espai natural de Sabadell que abraça una superfície total de 76 hectàrees, reconegut pel seu alt valor forestal, ecològic i paisatgístic. És un dels parcs periurbans del Pla General de la ciutat, juntament amb els de Can Deu, Castellarnau i Santiga. Aquests parcs tenen la funció de canalitzar l'ús del rodal i preservar-ne els valors mediambientals i paisatgístics.

## Descripció
Està situat en el corredor d'espais lliures que va des del massís de Sant Llorenç fins a Santa Perpètua.
Dins del parc, es troba el Santuari de la Mare de Déu de la Salut, un lloc de gran significat històric i religiós. Segons la tradició, l'ermità de la Salut va trobar una imatge de la Verge a la font situada a la riera de Canyameres, fet que va motivar la construcció de l'ermita. Actualment, la conservació dels edificis del santuari està a càrrec de la Fundació Canònica Mare de Déu de la Salut, mentre que l'hostatgeria annexa i l'entorn del santuari són de propietat municipal. A part d'aquesta, també es troben altres ermites, com la de Sant Iscle i Santa Victòria.
El parc també és conegut per les seves fonts, especialment la Font de la Salut, situada a la riba dreta de la riera de Canyameres. Aquesta font ha estat un lloc de visita tradicional durant segles, especialment durant el dia de Pasqua i l'Aplec de la Salut. A prop del santuari, hi ha una font de construcció més moderna, coneguda com les Tres Fonts del Santuari de la Salut, que data de 1950 i està connectada a la xarxa d'aigua de Sabadell.
El parc ofereix diversos itineraris que permeten descobrir elements naturals i patrimonials d'interès, com el riu Ripoll, hortes, masies, ermites i arbres singulars. Aquests recorreguts estan dissenyats per facilitar l'exploració del rodal de Sabadell i fomentar el respecte pel medi ambient.

## Accés
L'accés al parc és senzill. Es pot arribar-hi amb l'autobús de la línia L23 (laborables), amb parada al cementiri de Sabadell. Des d'allà, un camí condueix directament al parc de la Salut.

## Galeria

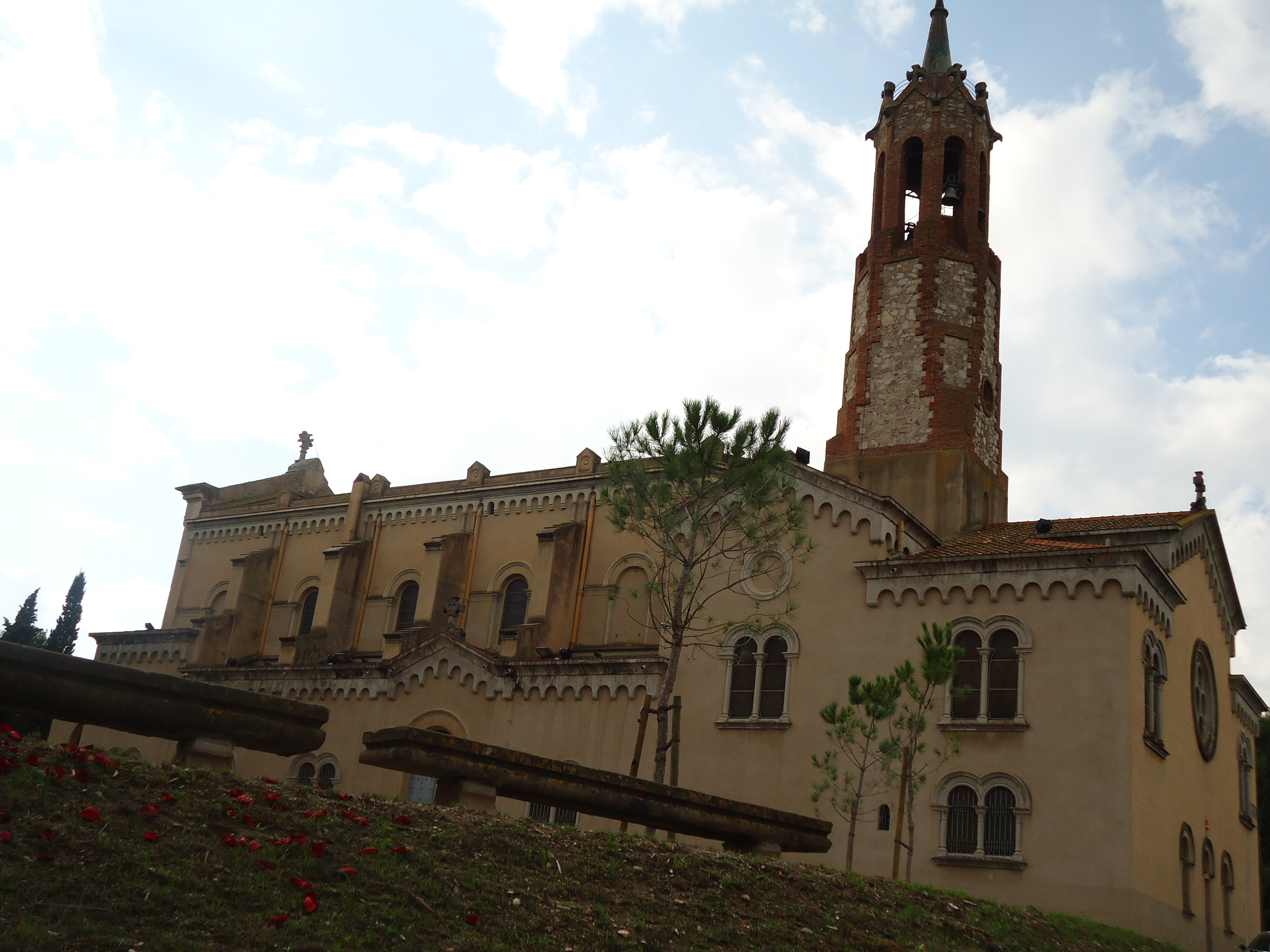
Santuari
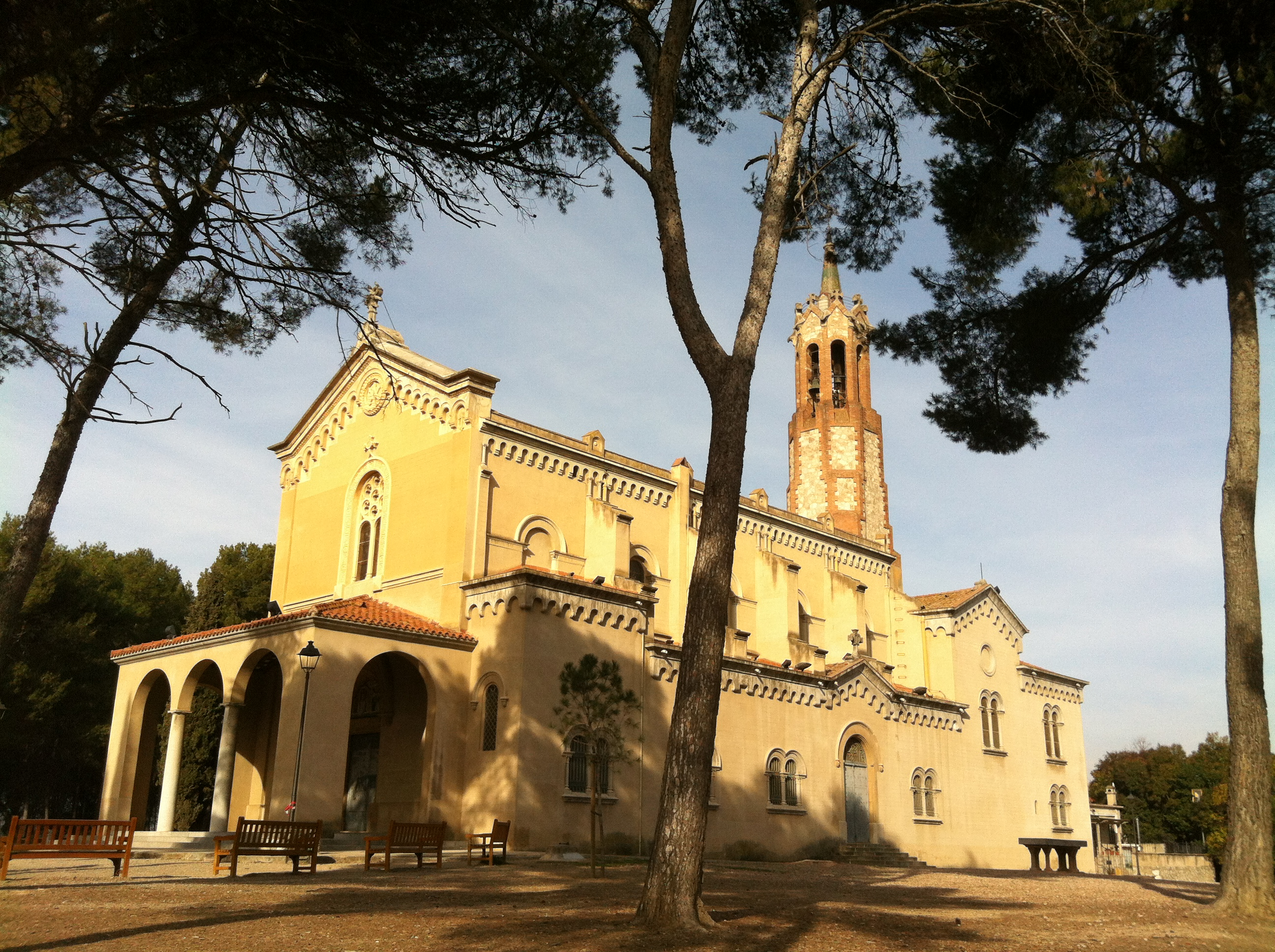
Part posterior del Santuari
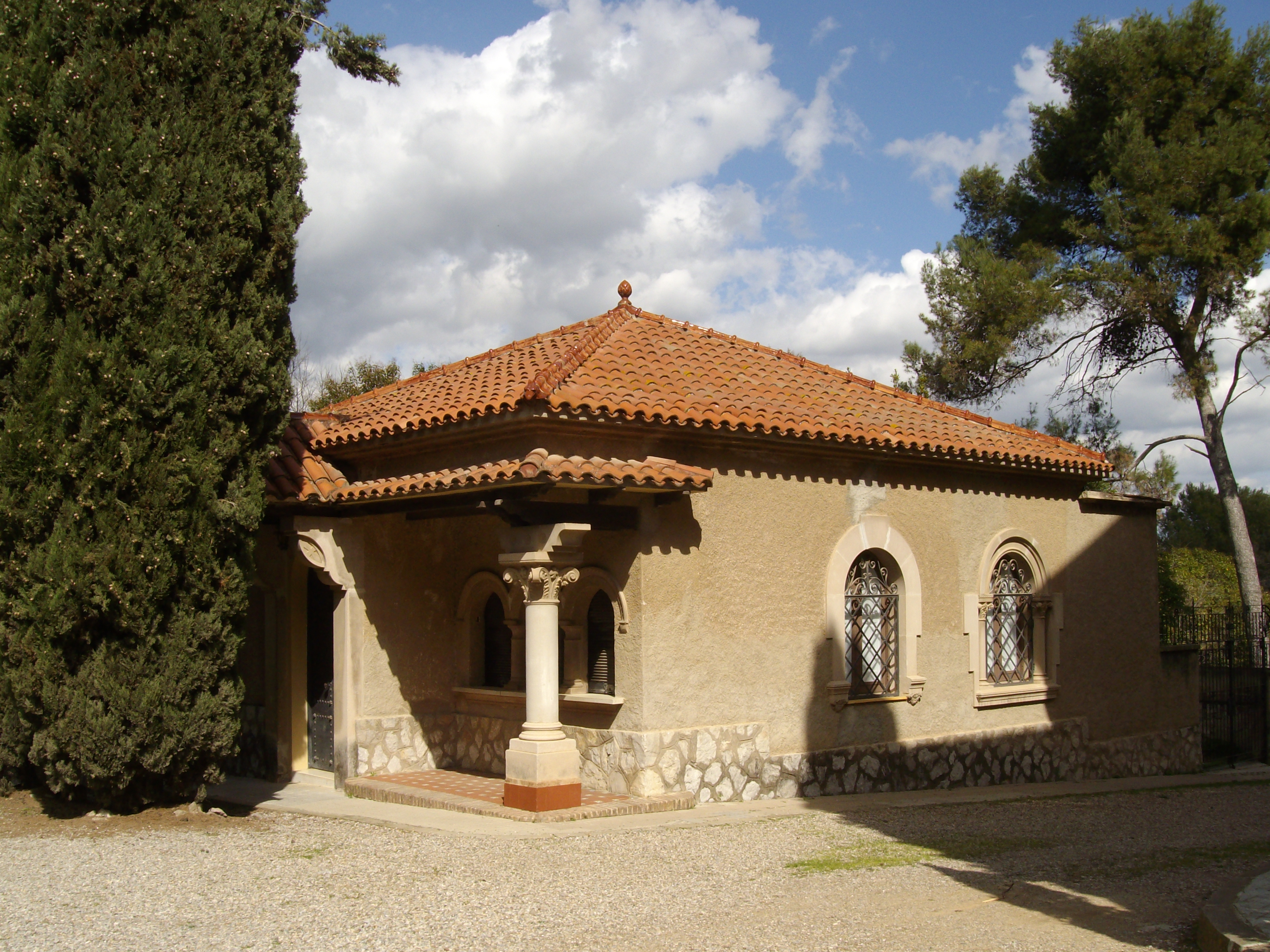
Casa del capellà del Santuari
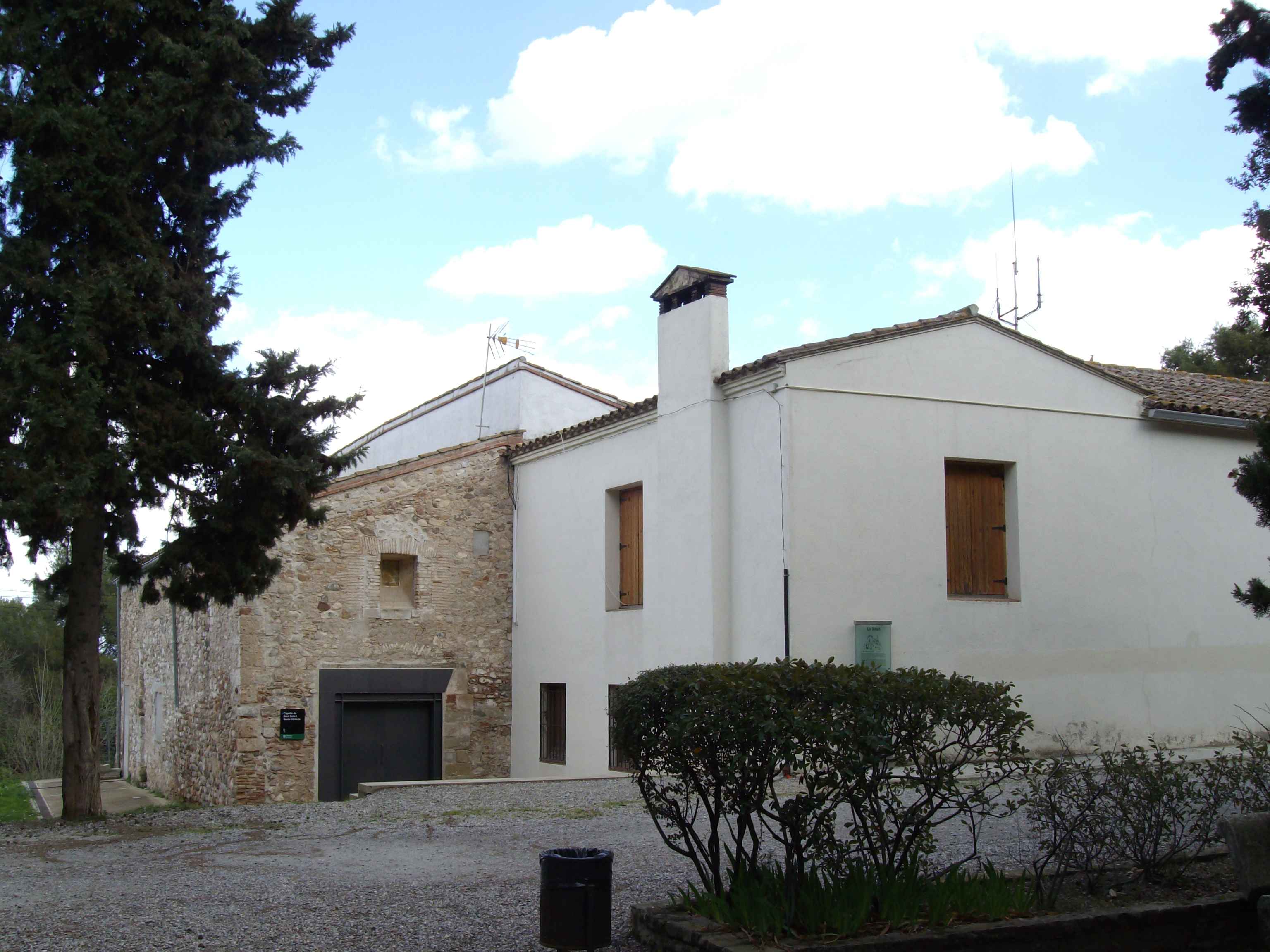
Ermita de Sant Iscle i Santa Victòria i l'hostatgeria de la Salut
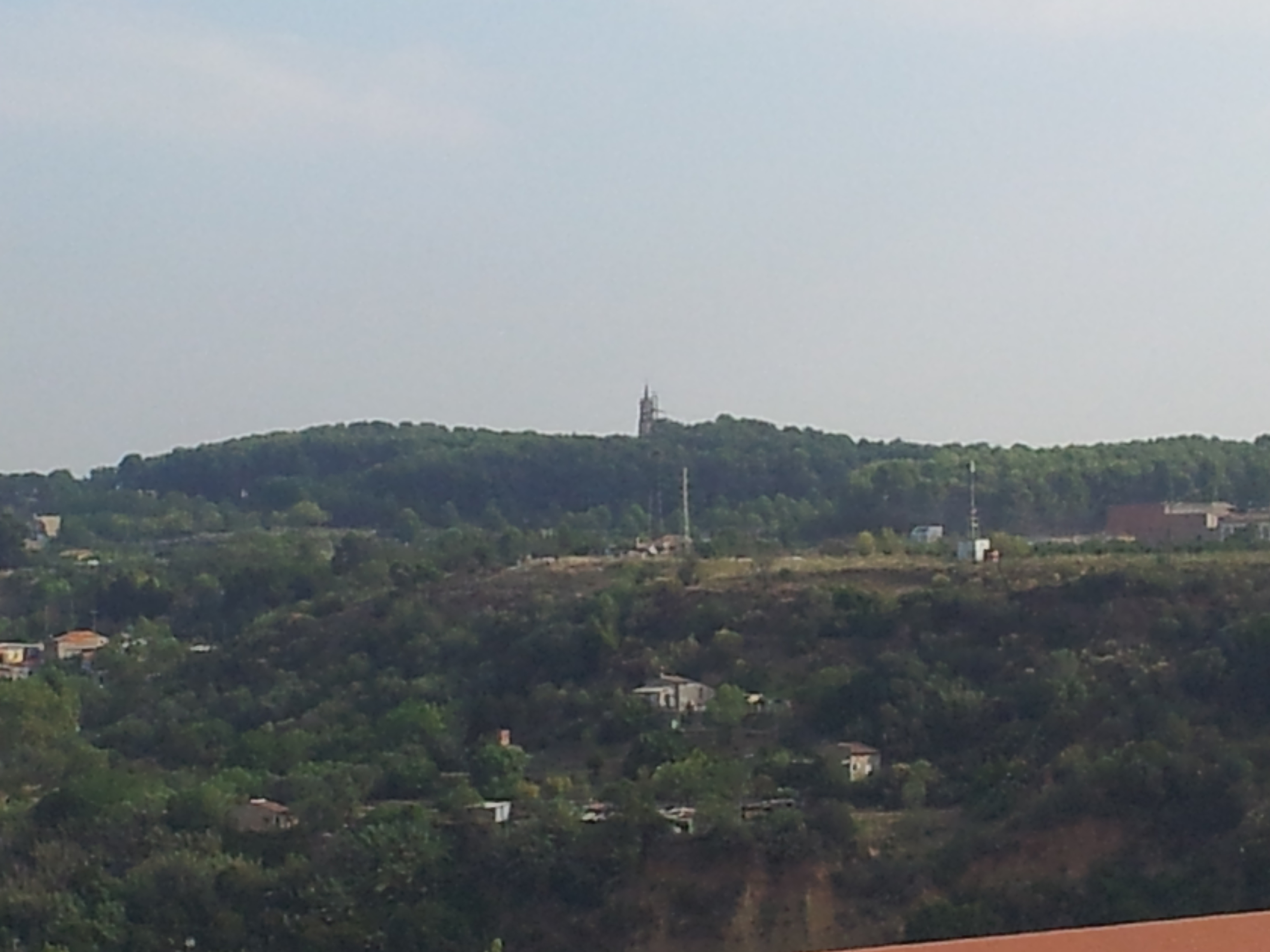
Vist des del centre de Sabadell
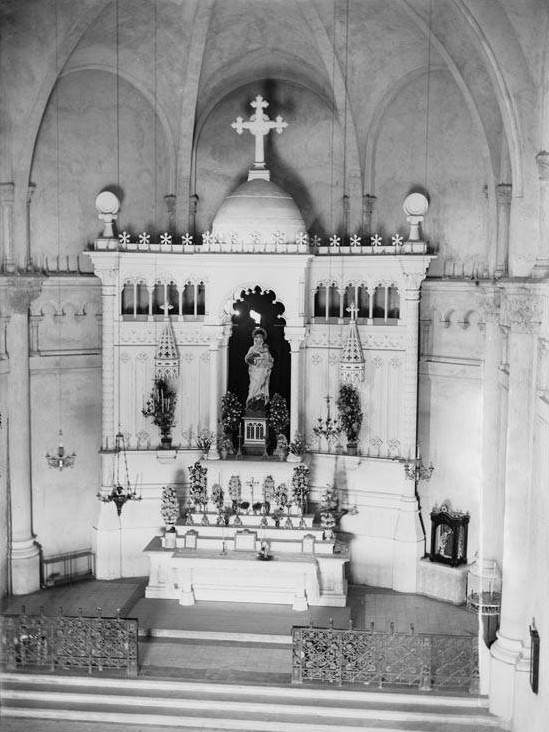
Antic altar del Santuari La Salut a Sabadell, fotografiat entre 1888 i 1896